# 楡林港

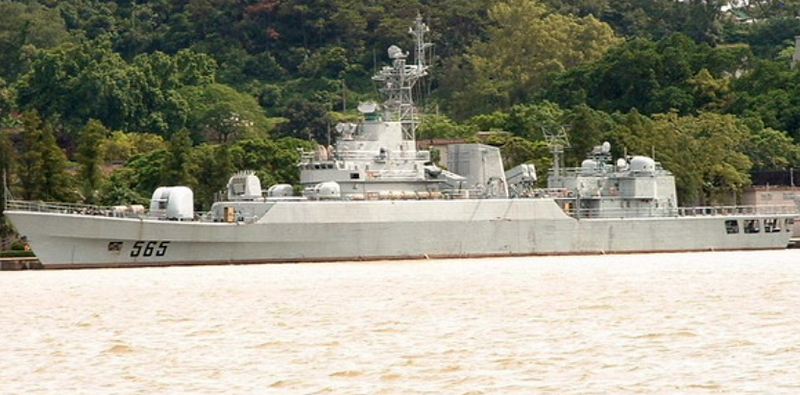
楡林海軍基地に碇泊中の中国海軍の江衛型フリゲート。

楡林港（ゆりんこう）は、中華人民共和国海南省の海南島最南端の海港。行政区分は三亜市に属する。港口が狭いのが欠点であるが、内港は本島最大の漁港をなす。
第二次世界大戦中は日本の林兼商店の南洋漁業の根拠地として賑わった。また、北東約20キロメートルの田独鉄山から産出する鉄鉱石が軌道で運ばれて、その積出港となった。

## 海軍基地
戦後は中国人民解放軍海軍の楡林海軍基地（en）が置かれ、同じ三亜の東隣りにある亜龍湾の基地（中国人民解放軍海軍潜水艦第二基地）および大陸本土の湛江市と並んで南シナ海における中国海軍の重要拠点となっている。
原子力潜水艦の基地があるとされているが外部に公表されている情報は少ない。2020年、アメリカの企業が地下基地のトンネルに入る093型原子力潜水艦を捉えたとする衛星画像を公開している。